# 카네그라테 문화
카네그라테 문화(Canegrate culture)는 청동기 시대 후기(기원전 13세기)부터 철기 시대까지 현재 서부 롬바르디아, 동부 피에몬테 및 티치노 지역에서 발전한 선사시대 이탈리아의 문명이었다. 카네그라테는 도자기와 청동 세공으로 표현된 지역에 완전히 새로운 문화적 역동성을 나타내어 서부 할슈타트 문화의 전형적인 예가 되었다.
이름은 레냐노 남쪽과 밀라노에서 북쪽으로 25km 떨어진 롬바르디아의 카네그라테 지역에서 따왔다. 주도 주터마이스터가 중요한 고고학적 발견물(도자기와 금속 물체가 있는 약 50개의 무덤)을 발견한 곳이다. 이 유적지는 1926년 리오네 산타 콜롬바 지역에서 처음 발굴되었으며, 1953년 3월부터 1956년 가을 사이에 체계적인 발굴이 이루어지면서 165개의 무덤이 있는 공동묘지가 발견되었다. 북부 이탈리아의 풍부한 고고학 유적지 중 하나이다.

## 역사

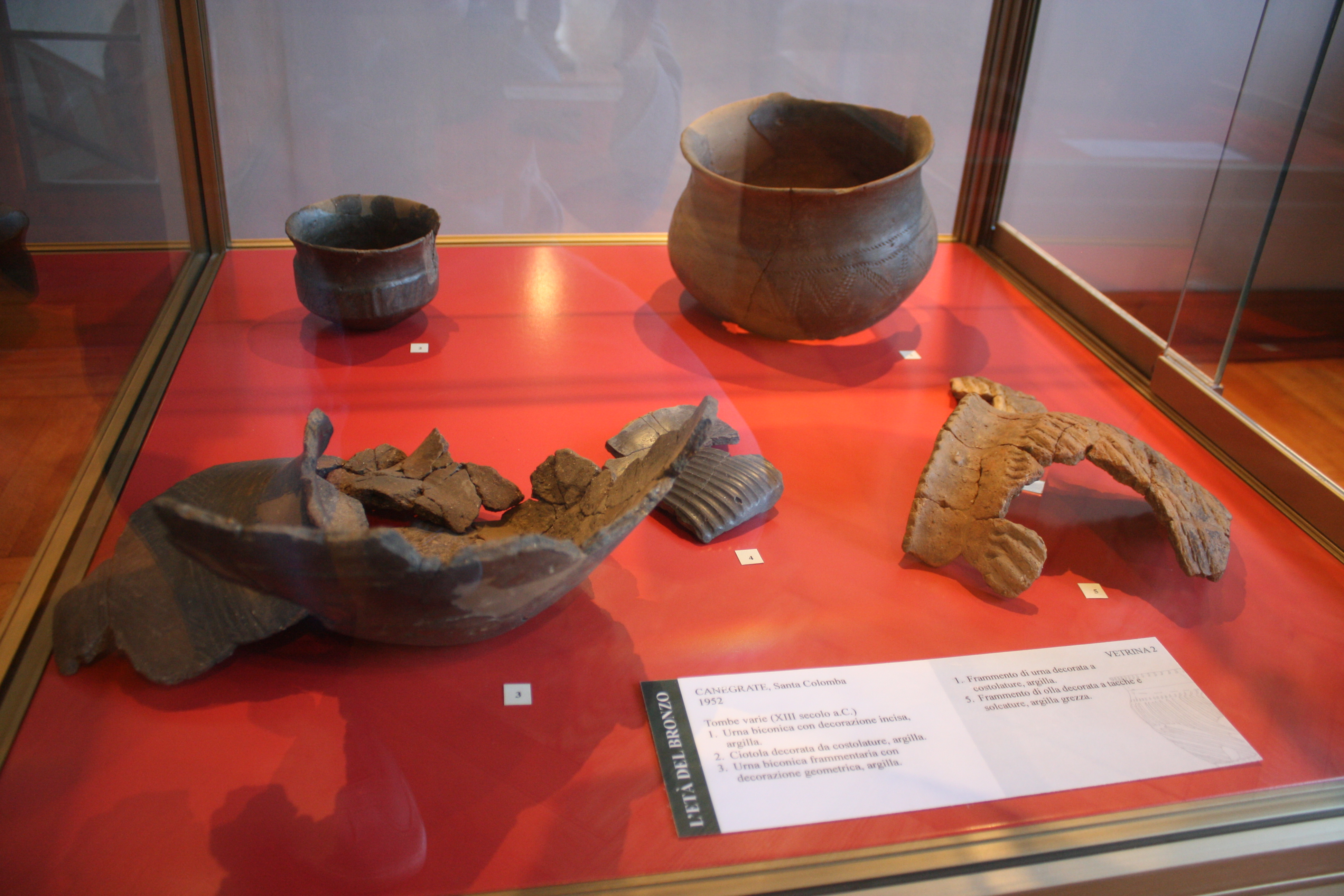
1953년 카네그라테의 산타콜롬바에서 발견된 카네그라테 문화의 고고학적 발견물이다. 레냐노에 있는 구이도 수터마이스터 박물관에 보존되어 있다.

카네그라테에서 발견된 묘지는 알프스 북부에서 같은 시기에 실현된 묘지와 매우 유사하다. 알프스 북서쪽에서 온 언언드 인구의 첫 번째 이동을 나타낸다. 알파인 고개를 통해 마조레 호수와 코모 호수 사이의 서쪽 포 계곡에 이미 침투하여 정착했다. (스카모치나 문화) 그들은 모욕을 대신 하는 새로운 장례 관행인 화장을 도입했다.
카네그라테의 외견은 이전 스카모치나 문화와 거의 완전한 단절을 나타내는 도자기의 새로운 장식 스타일을 도입한다. 이 스타일은 항아리 밭 문화의 가장 오래된 단계에서 북서쪽 고산 지역의 스타일과 연결된다. 획일적이고, 고립된 카네그라테 발견 이전 폴라다 문화의 흔적을 보여주지 않으며, 그 지역에 카네그라테가 점진적으로 삽입되었다는 증거를 제공하지 않는다.
카네그라테 문화의 보유자들은 단 한 세기 동안 동질성을 유지했으며, 그후 리구리아 원주민 인구와 융합했고, 이 결합으로 골라세카 문화라는 새로운 국면을 일으켰다.
이 지역의 고전작가들에 의해 지역화되고, 코모 마을을 설립한 오로비족 인구의 기원은 카네그라테 문화와 연결되었다.

## 네크로폴리스

카네그라트 문화의 확산

고대부터 올로나 계곡의 주민들은 주로 강에서 멀리 떨어진 고지대에 살았으며, 계절적 홍수의 영향을 받지 않았을 것이다. 선사시대부터 로마 통치까지 가장 중요한 고고학적 발견은 올로나 계곡의 가장자리를 따라 발견되었으며, 카네그라테 문화와 연결된 묘지 도 예외는 아니었다.
카네그라테의 묘지는 산타 콜롬바 교회 근처에서 1926년에 밝혀졌다. 발견물이 다른 원시 문화에 속하지 않았다는 사실은 나중에 밝혀졌다. 1953년에 집을 짓는 동안 같은 땅에서 다른 발견물이 발견되었다. 1956년 발견은 산타 콜롬바 교회에서 남쪽으로 700미터 떨어진 "주세페 가조" 유치원 주변에서 이루어졌다. 최초의 고고학 활동은 주도 수테르마이스터(Guido Sutermeister)가 감독했으며, 1950년대에 수행된 고고학 활동은 페란테 리타토레 폰윌러(Ferante Rittatore Vonwiller)가 감독했다. 발굴은 1953년 봄부터 1956년 가을까지 체계적으로 이루어졌다.
발견된 무덤은 단순한 구덩이 유형이거나 돌이나 석판으로 덮여 있다. 대부분의 항아리에는 뚜껑이 없다. 일부는 작은 석판으로 닫혀 있고, 다른 일부는 땅에 거꾸로 뒤집어져 있다. 항아리에는 종종 여러 사람의 유골도 들어 있다. 유골과 함께 묻힌 청동 가구(칼라, 핀, 반지)는 고인에게 드리는 선물이 아니라 고인의 소유물이다. 사실, 이 발견물은 화장하는 동안 불의 열기에 의해 변형되었다. 많은 무기가 발견되지 않았다. 카네그라테의 전체 묘지에서 단 4개의 검만 발견되었다. 연구 결과에 따르면 무덤의 약 30%가 청소년이나 어린이의 재를 받은 것으로 나타났다.

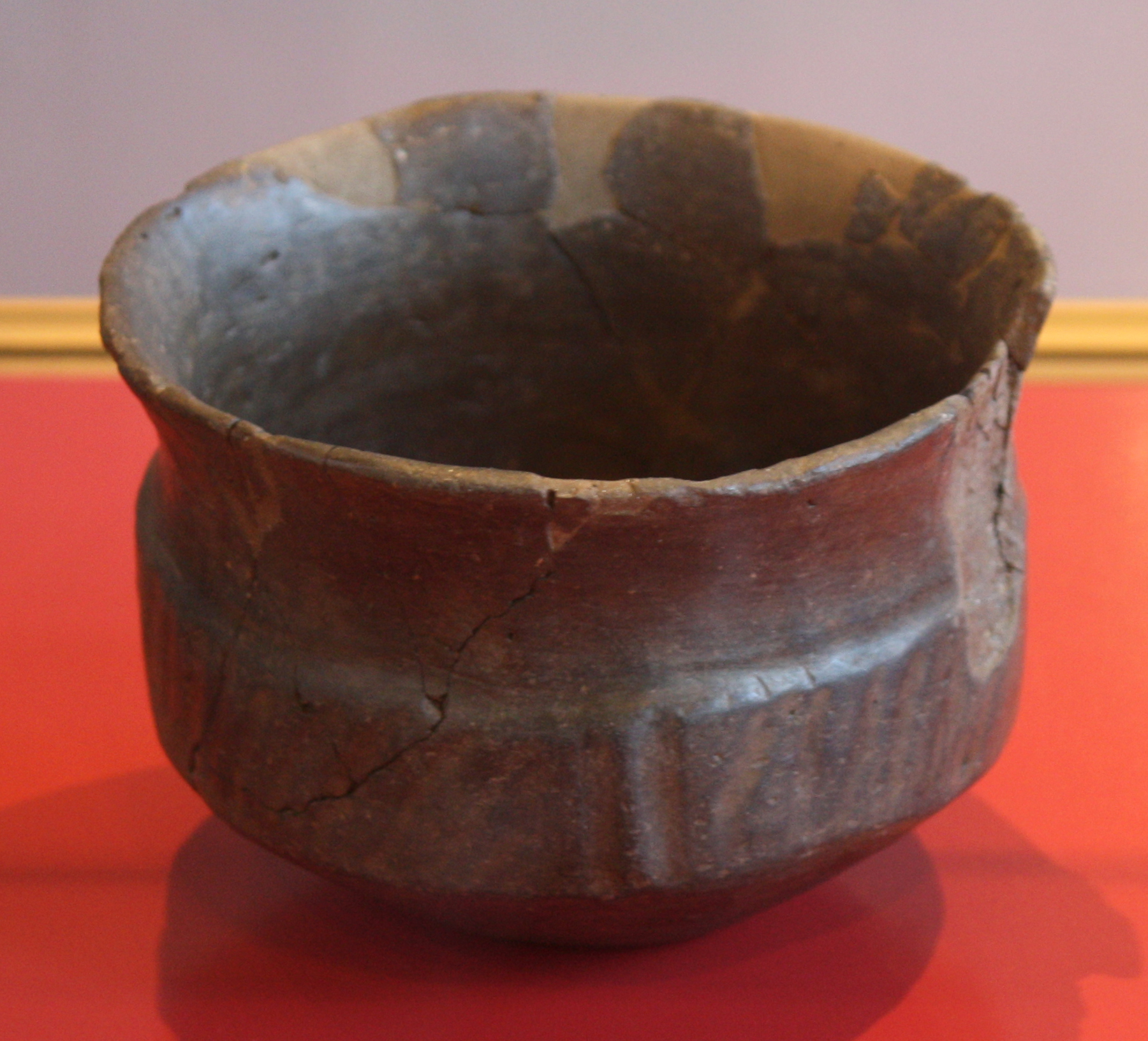
1952년 카네그라트의 산타콜롬바에서 발견된 갈비뼈로 장식된 점토 그릇. 레냐노에 있는 구이도 수터마이스터 박물관에 보존되어 있다

공동묘지에는 원래 약 200개의 무덤이 있어야 하는 것으로 추정되며, 그중 165개가 밝혀졌다. 미처 밝혀지지 않은 매장은 앞서 언급한 건축 공사 중에 파괴되었다. 유물의 중요성을 확인한 후 작업을 중단하고, 전 지역을 순찰할 수 있게 되었다.

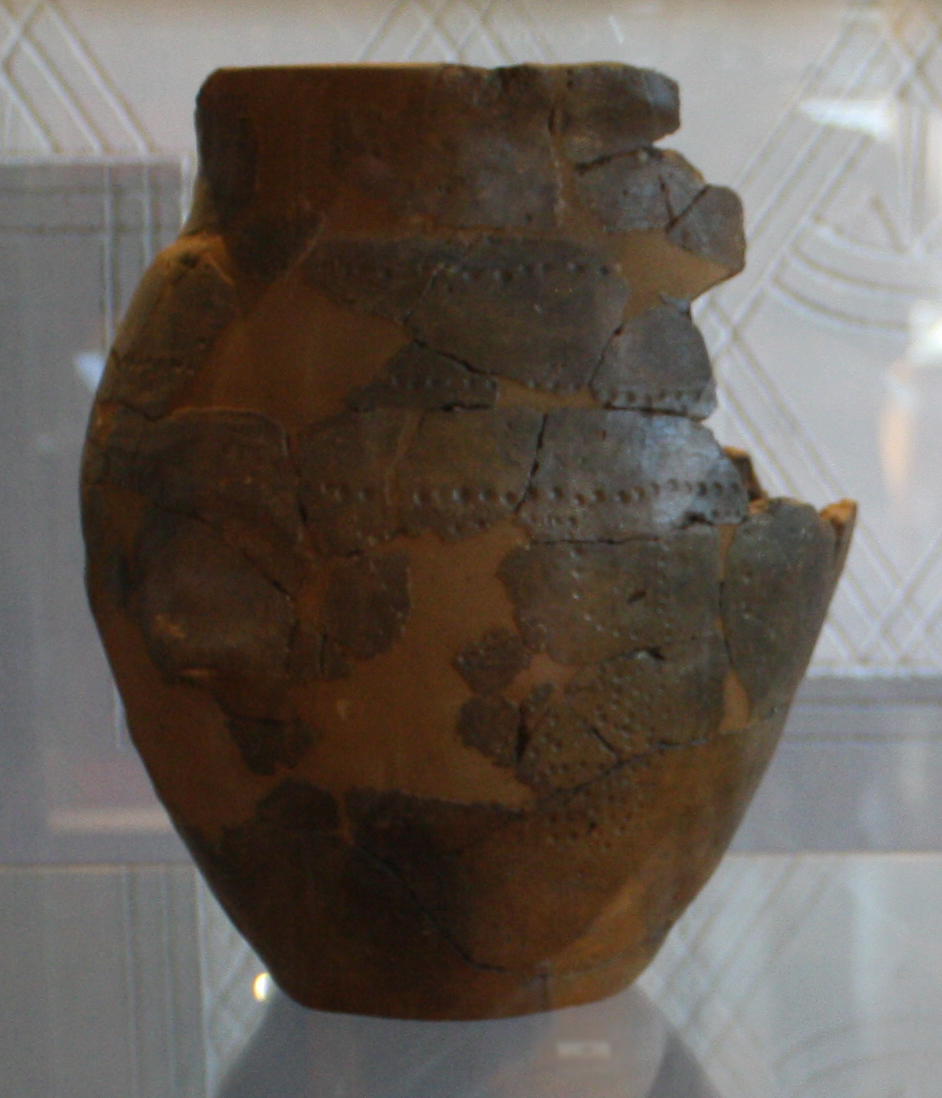
1926년 카네그라테 산타콜롬바에서 발견된 엠보싱 장식이 있는 점토로 만든 올라보이드이다. 레냐노에 있는 구이도 수터마이스터 박물관에 보존되어 있다

풍부한 발견을 감안할 때 선사 시대 문명에 속한 인구의 일반적인 문화적, 사회적 측면을 식별하는 것이 가능했다. 카네그라테에서 발견된 발견으로부터, 그곳에 살았던 인구는 다소 가혹한 생활을 했으며 평균 수명이 상당히 짧았음을 추론할 수 있다. 게다가 영유아 사망률도 확실히 높았다. 고인에 대한 어느 정도 존경심은 또한 풍부한 장례 복장에서 추론할 수 있다. 두 개의 묘지를 지은 공동체가 살았던 마을이 발견된 곳에서 그리 멀지 않은 곳이었을 것이다. 두 개의 다소 가까운 묘지의 존재와 이 지역에서 유사한 발견의 발견은 비교적 짧은 거리에 여러 마을이 존재함을 암시할 수 있다. 레냐노의 가비넬라에서 카네그라테 문화에 속하는 인구의 주거 유적이 발견되었다. 20세기 중반 80년대 중반에 진행된 발굴 과정에서 청동기 시대 후기의 가구(주로 그릇 파편)도 밝혀졌다.
카네그라테 문화에 속하는 작은 묘지는 압피아노 젠딜레, 리구르노, 티치노주(구도, 로비오, 로카르노, 주비아스코 및 벨린초나), 바라레세(노바라, 비콜룬고 및 카스텔레토 소프라 티치노) 및 베르바노(프레메노)에서도 발견되었다.
가장 신기한 요소는 이전의 스카모치나 문화와 어느 정도 접점을 가지고 있지만, 전체적으로 유골밭의 문화, 특히 라인강-스위스-동프랑스 지역의 집단과 직접 연결됨으로써 명확하게 구별되는 도자기이다. 항아리 밭 문화의 기여는 항아리의 모양과 장식뿐만 아니라 장례용품의 청동에 함유된 합금 성분에 의해 특히 강조된다.

## 같이 보기
- 카네그라테
- 빌라노바 문화
- 골라세카 문화
- 에스테 문화